# Saint-Junien-la-Bregère
Saint-Junien-la-Bregère este o comună în departamentul Creuse din centrul Franței. În 2009 avea o populație de 151 de locuitori.

## Evoluția populației
| An        | 1975 | 1982 | 1990 | 1999 | 2006 | 2009 |
| --------- | ---- | ---- | ---- | ---- | ---- | ---- |
| Populație | 272  | 223  | 193  | 160  | 157  | 151  |